# Stift Lambach
Stift Lambach ist ein an der Traun liegendes Kloster der Benediktiner (OSB) in Lambach in Oberösterreich. Es wurde im 11. Jahrhundert von Adalbero von Würzburg gegründet und gehört zur Österreichischen Benediktinerkongregation.

## Geschichte
Im Februar des Jahres 1050 überfielen Unbekannte die Burg in Lambach, die in der Folge Adalberos Mutter, seinen Bruder Arnold und dessen Frau ermordeten. Als Adalberos zweiter Bruder Gottfried den Bedrängten von Niederösterreich kommend zu Hilfe eilen wollte, wurde er in Lambach von den Angreifern erschlagen. Nur Adalbero und sein Vater Arnold II. entgingen dem Gemetzel, woraufhin Arnold II. in seiner Burg weltliche Kanoniker mit 12 Geistlichen unterbrachte. Nach dem Tod des Vaters wandelte Adalbero die weltliche Stiftung 1056 in ein Kloster um und besiedelte es mit Mönchen aus dem Benediktinerkloster Münsterschwarzach in Franken. Adalbero verbrachte seine letzten Lebensjahre in fränkischen und schwäbischen Klöstern, meist aber in dem von ihm gegründeten Kloster in Lambach, wo er 1090 hochbetagt starb und bestattet wurde.
Beim Bayerneinfall 1233 – Herzog Otto II. von Bayern brach in das Herrschaftsgebiet der österreichischen Babenberger ein – wurden das Kloster und die Kirche großteils zerstört. Die bestehende Anlage wurde der Hauptsache nach durch die Äbte Placidus Hieber von Greifenfels (1640–1678), Severin Blaß (1678–1705) und Maximilian Pagl (1705–1725), auf den viele Erweiterungen (Nordtrakt mit Ambulatorium und Sommerrefektorium) zurückgehen, errichtet.
Am Stift Lambach arbeiteten jahrzehntelang die beiden Organisten, Chormeister und Komponisten Benjamin Ludwig Ramhaufski (um 1631–1694) und Joseph Balthasar Hochreither (1669–1731).
Kaiser Joseph II. hob das Stift 1784 auf. Nach wenigen Jahren erreichte Abt Amandus Schickmayr die Wiederherstellung des klösterlichen Lebens. Der Zweite Weltkrieg bedeutete eine weitere Zäsur, denn ab 1941 war eine nationalsozialistische Erziehungsanstalt (NAPOLA) in der Anlage untergebracht. Nach dem Krieg kehrte der Konvent zurück.
Von 1972 bis 1982 sowie von 1992 bis 1994 errichteten die Architekten Hans Puchhammer und Gunther Wawrik die von der Architekturkritik hoch gelobten Erweiterungsbauten unterhalb des Klosters. Aktuell gehören zur Abtei Lambach 12 Mönche, davon 7 Priestermönche, ein Diakon, drei Mönche und 1 Novize. (Stand Jänner 2021)

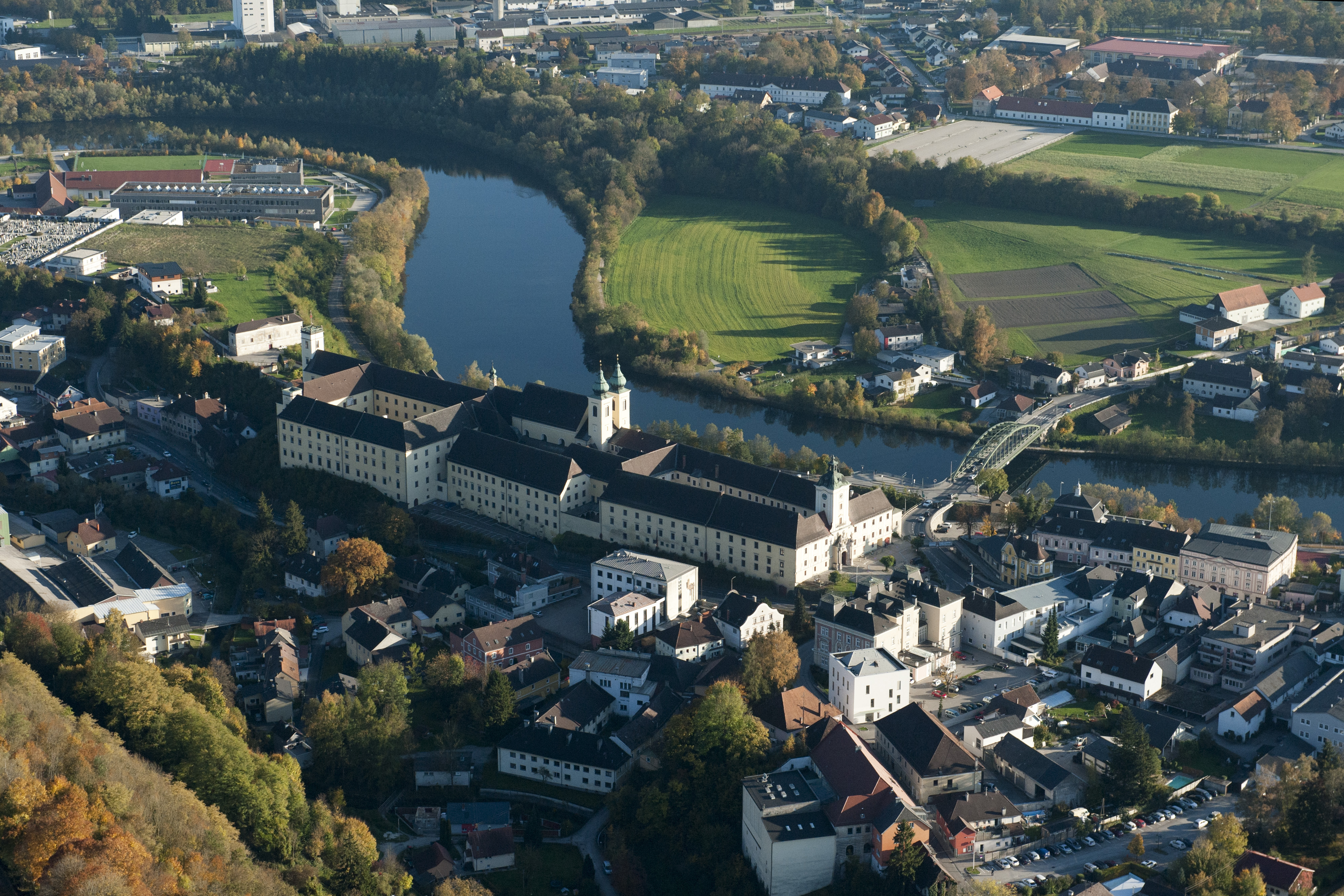
Luftbild vom Stift Lambach

## Stiftskirche

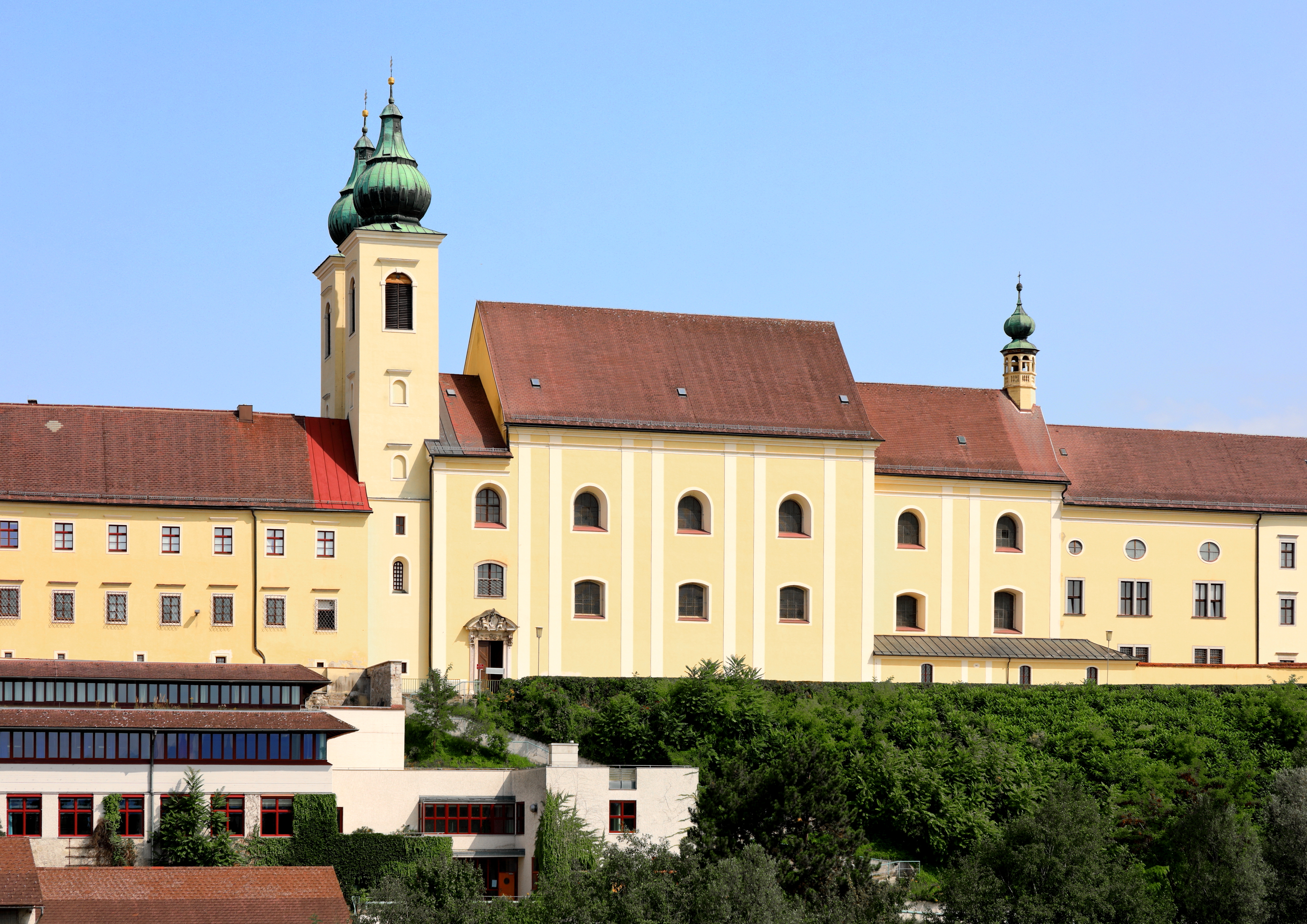
Stifts- und Pfarrkirche Mariä Himmelfahrt

Das Stift und die Stiftskirche wurden im Jahr 1056 vom (späteren heiligen) Adalbero, Graf von Wels und von Lambach und Bischof von Würzburg, gegründet. Die Stiftskirche wurde 1233 nach Zerstörung wieder instand gesetzt und von 1422 bis 1436 als zweischiffige Hallenkirche umgebaut. Von der frühromanischen Ausstattung zeugt der noch erhaltene, überaus bedeutende Freskenbestand im ehemaligen Läuthaus des Westwerks.
Der Kirchenbau in seinem heutigen Bestand geht auf die Bautätigkeit der Äbte Placidus Hieber (1640–1678), Severin Blaß (1678–1705) und Maximilian Pagl (1705–1725) zurück und ist ein typisches Werk österreichischer Klosterarchitektur des 17. Jahrhunderts. In dieser Zeit wurde die Kirche von 1652 bis 1656 nach einem Entwurf von Filiberto Lucchese als einschiffige Anlage mit dreijochigem und zweijochigem, gerade geschlossenem Chor neu eingerichtet. Die Stuckdekoration von 1655 wird dem Stuckateur Thomas Zaisel aus Linz zugeschrieben. Von Christoph Abraham Walther aus Regensburg stammen die ein Jahr später entstandenen lebensgroßen Nischenfiguren zwischen den Doppelpilastern. Der Münchner Hofmaler Melchior Steidl vollendete 1698 die Fresken mit Szenen des Marienlebens in den großen Feldern und mit Marienattributen und Vorläuferinnen Marias in den kleineren Feldern. Über der Orgelempore, den Stichkappen und in den Seitenaltarnischen sind Engel mit Instrumenten und liturgische Geräte dargestellt.
Der Hochaltar nach einem Entwurf vermutlich von Antonio Beduzzi, 1716–1717 (Vorbild Mariazell von Johann Bernhard Fischer von Erlach), besteht aus Salzburger Marmor. Das Altargemälde von Joachim Sandrat von 1655 wurde vom alten Altar übernommen. Weitere Arbeiten am Altar wurden von Lorenzo Mattielli (überlebensgroße Marmorstatuen des Hl. Kilian und des Hl. Maximilian, der Hl. Katharina und der Hl. Barbara), Paolo d’Allio und Diego Francesco Carlone (Dreifaltigkeitsgruppe und Engel aus Antragsstuck im Aufsatz) und Paolo d’Allio und Niclas Wendlinger (am Tabernakel) geschaffen. Joachim Sandrat malte von 1656 bis 1661 auch die Seitenaltarbilder.
1657 entstand das Gehäuse der Orgel von Christoph Egedacher d. Ä., wurde 1668 erweitert und um 1780 um das Rückpositiv ergänzt. Zur weiteren Innenausstattung gehören das schmiedeeiserne Abschlussgitter unter der Orgelempore von 1662, der Bildteppich von 1712 (eventuell aus Antwerpen), die Deckplatte des Stiftergrabes von 1659 und die Kanzel von 1756.

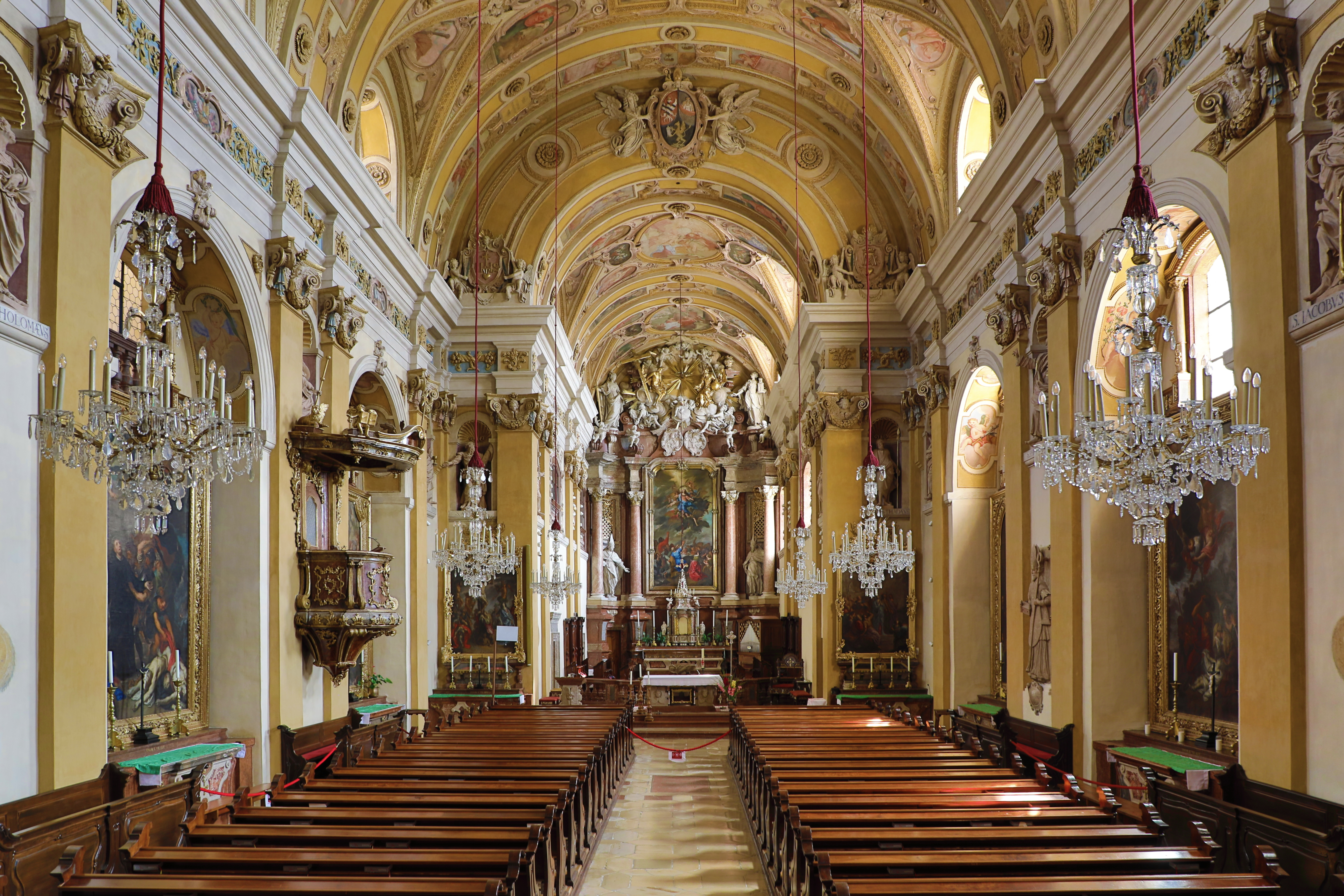
Innenansicht der Stiftspfarrkirche
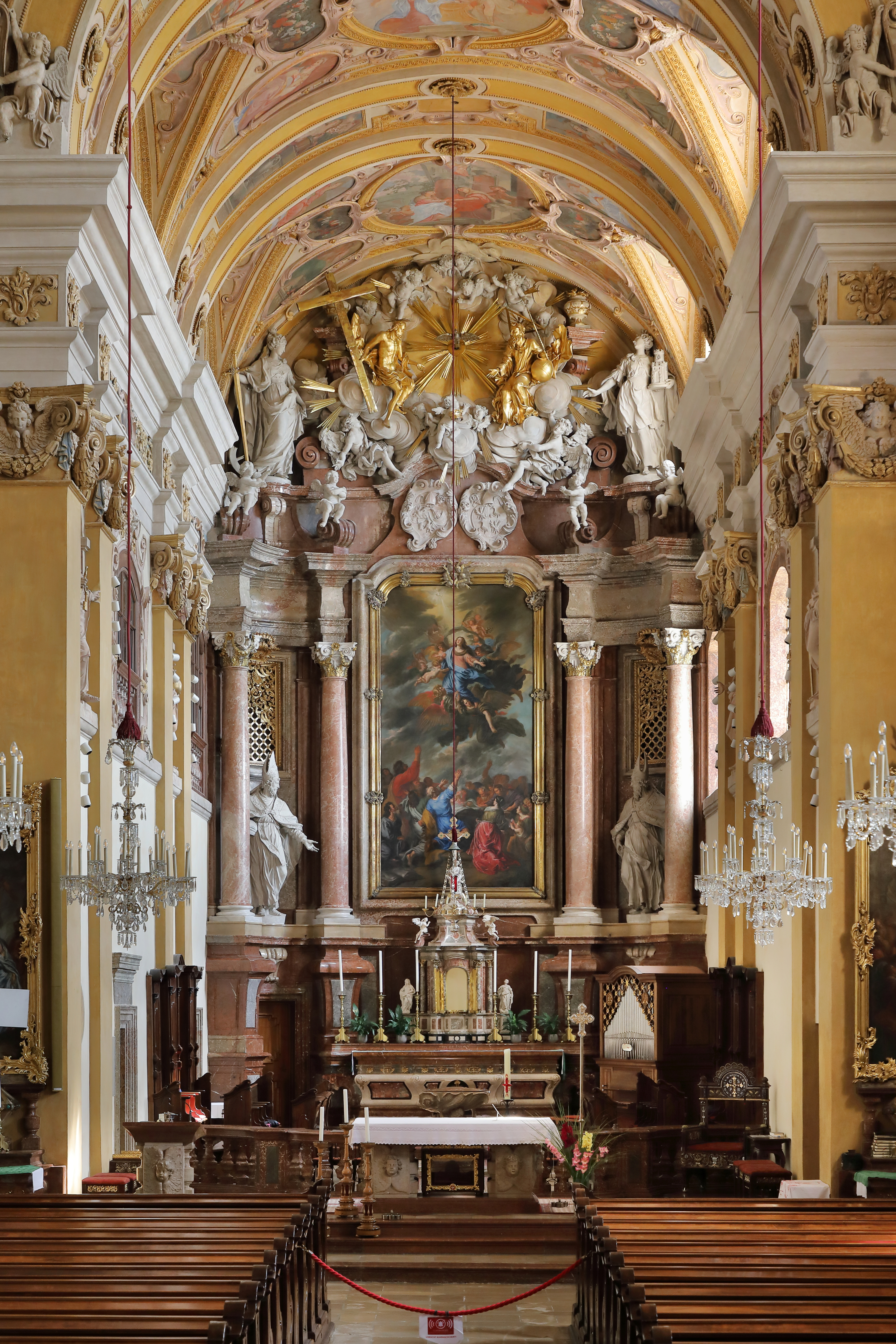
Hochaltar mit einem Bild von Joachim von Sandrart
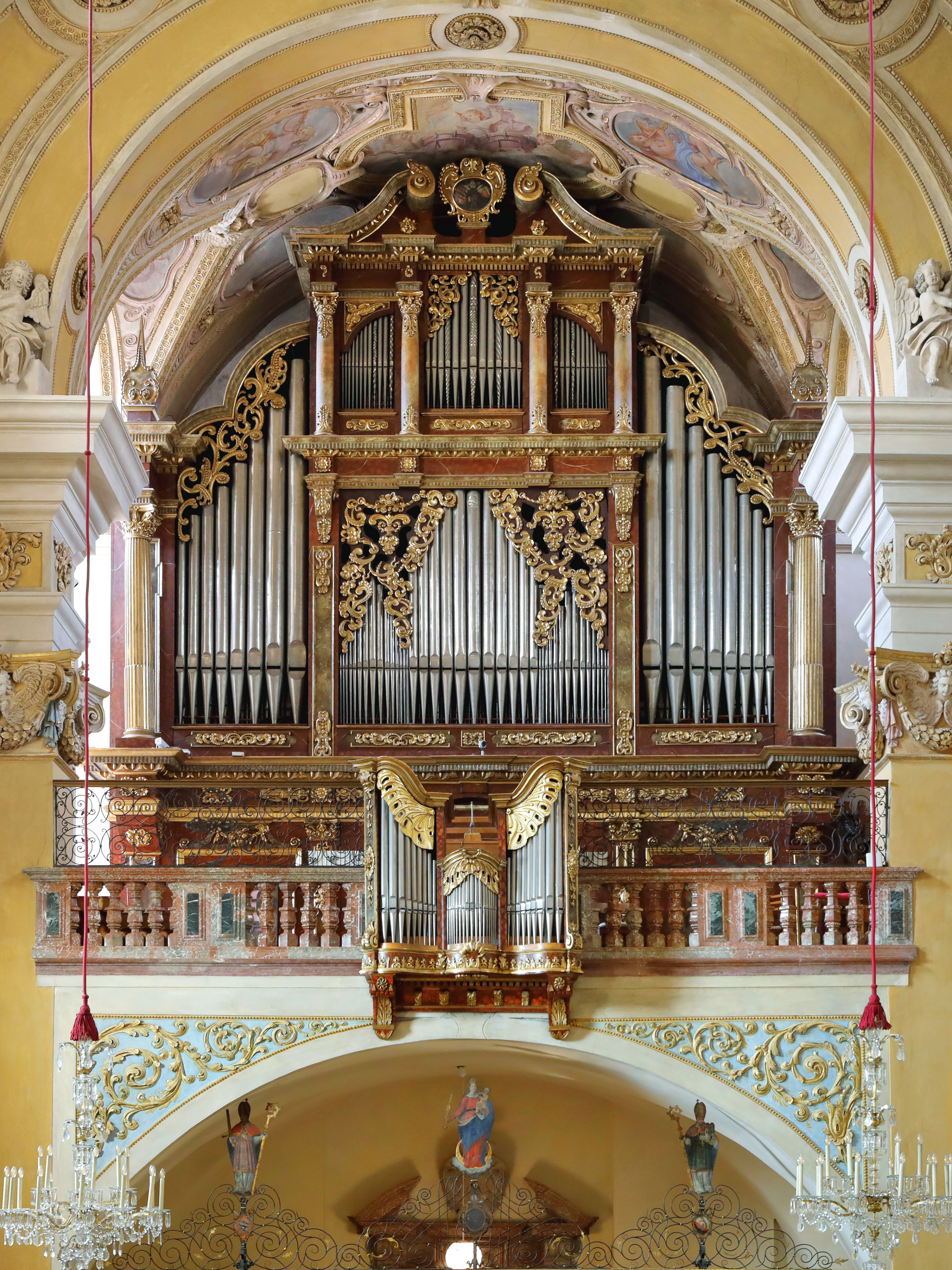
Orgel in einem Gehäuse aus dem Jahr 1657
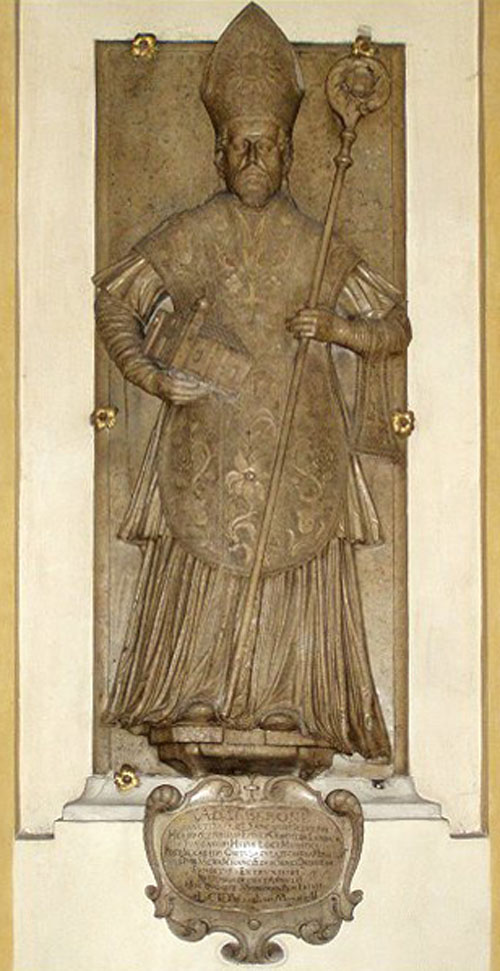
Deckplatte des Grabes des hl. Adalbero in der Stiftskirche

## Sehenswürdigkeiten

### Stiftsführungen
Zwischen Ostersonntag und 31. Oktober werden täglich um 14:00 Stiftsführungen angeboten. Besichtigt werden dabei unter anderem die romanischen Fresken, die Stiftsbibliothek, das barocke Stiftstheater sowie die Stiftskirche.

### Barockes Stiftstheater
Das barocke Stiftstheater des Klosters ist der älteste bespielbare Theaterraum Österreichs. Unter Abt Amandus Schickmayr (1746–1794) wurde die benediktinische Theatertradition neu belebt, er ließ im Jahr 1770 aus persönlicher Leidenschaft („excessivus amator musicae“) das Stiftstheater in neuen Stand setzen. Das Theater wurde in diesem Jahr von Marie-Antoinette besucht, die im Stift die dritte Nacht auf ihrer Brautfahrt von Wien nach Versailles verbrachte. Nach Renovierungsarbeiten ist das Theater seit 1983 wieder in Betrieb, in welchem nun das Barocktheater Lambach jährlich 3–4 Produktionen durchführt. Ebenso finden Lesungen und Konzerte statt.

### Älteste romanische Fresken im süddeutschen Sprachraum
Nachdem schon 1868 Wandmalereien an den Gewölben entdeckt worden waren, stieß man 1957 hinter barocken Verstärkungsmauern auf weitere romanische Fresken im ehemaligen Westchor der Stiftskirche. Die ins dritte Viertel des 11. Jahrhunderts zu datierenden Fresken zählen zu den ältesten romanischen Wandmalereien Österreichs. Dargestellt sind Szenen aus dem Neuen Testament (Hl. Drei Könige, Kindheit Jesu, öffentliches Wirken).

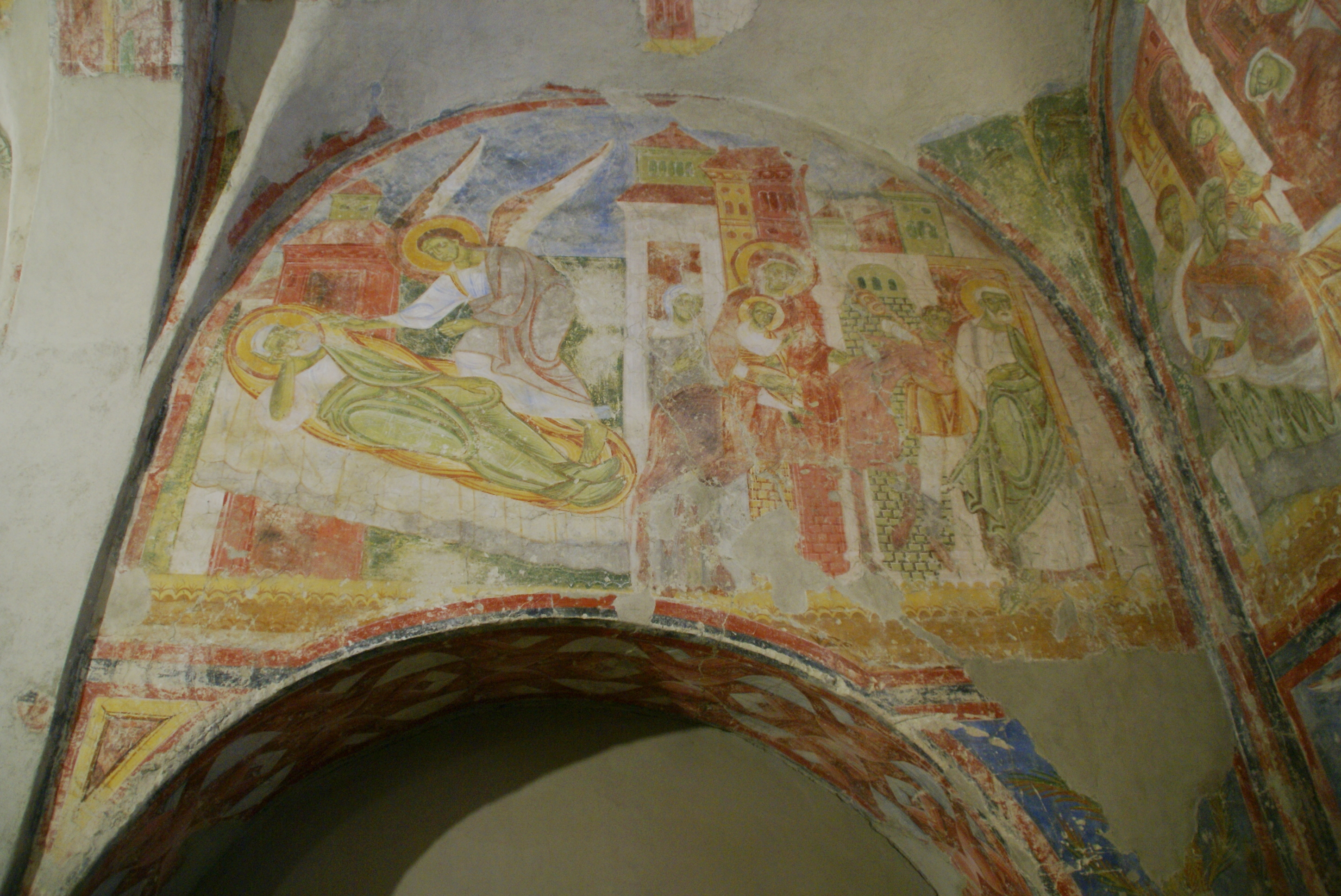
Fresken 1
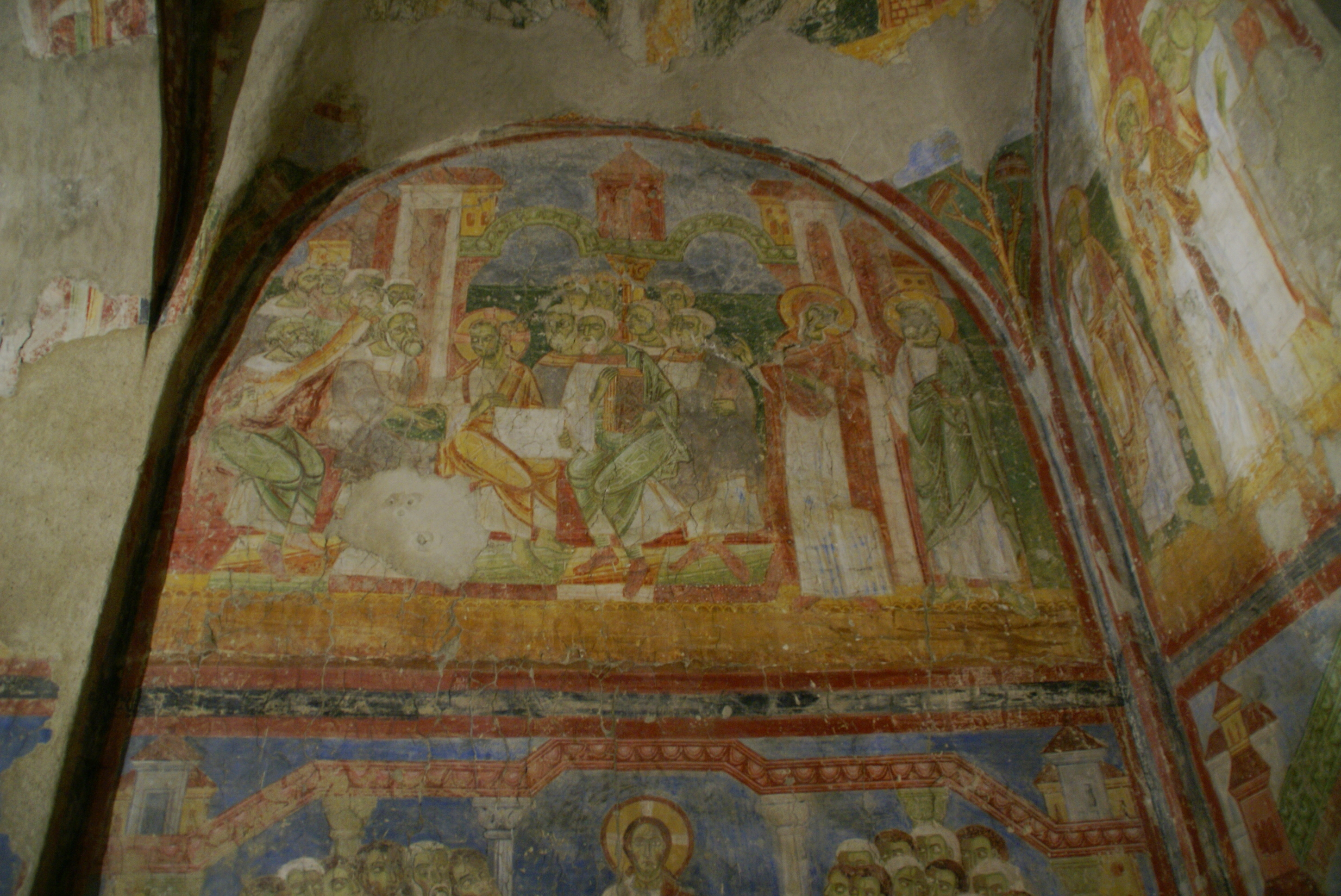
Fresken 2
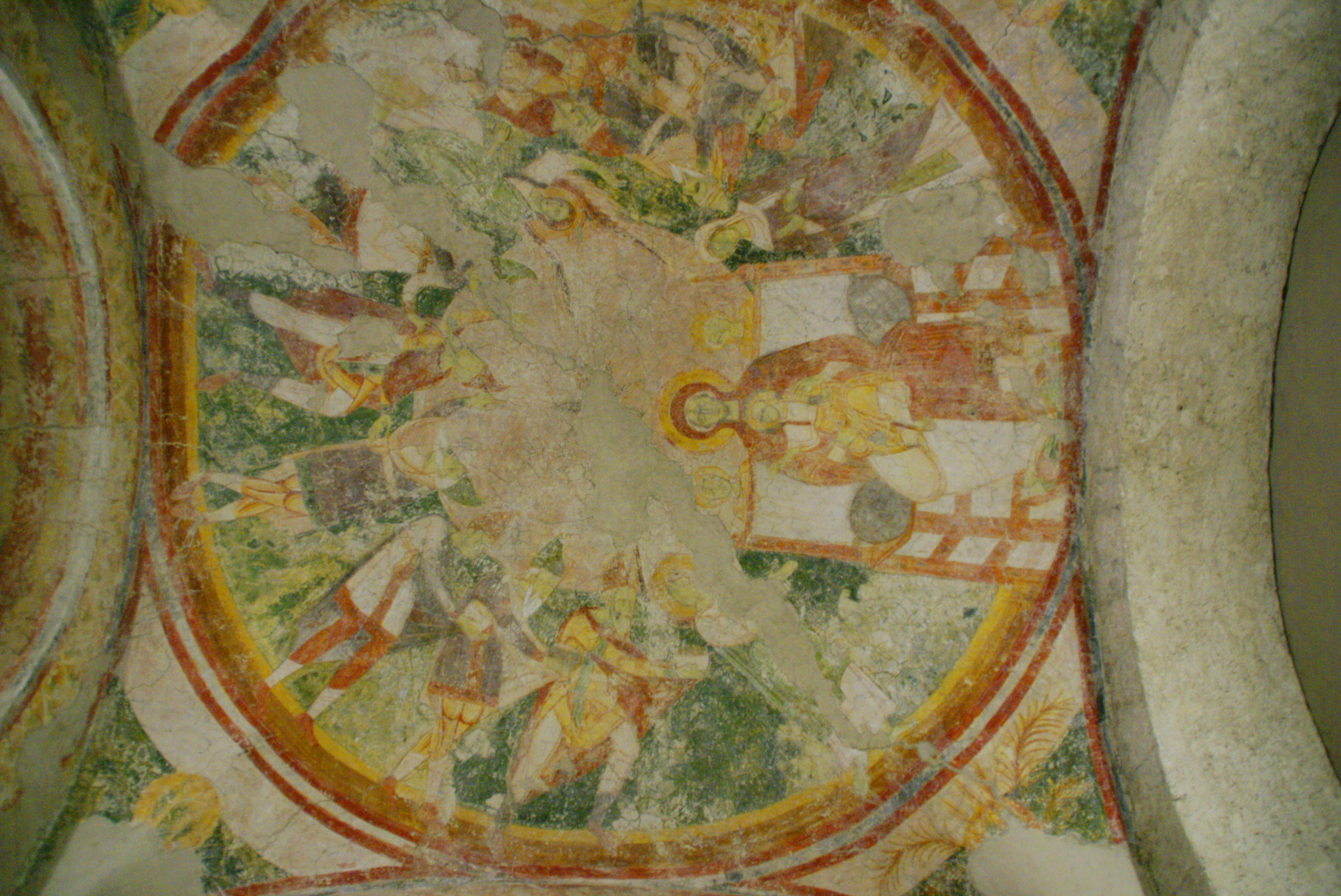
Fresken 3

### Stiftsbibliothek

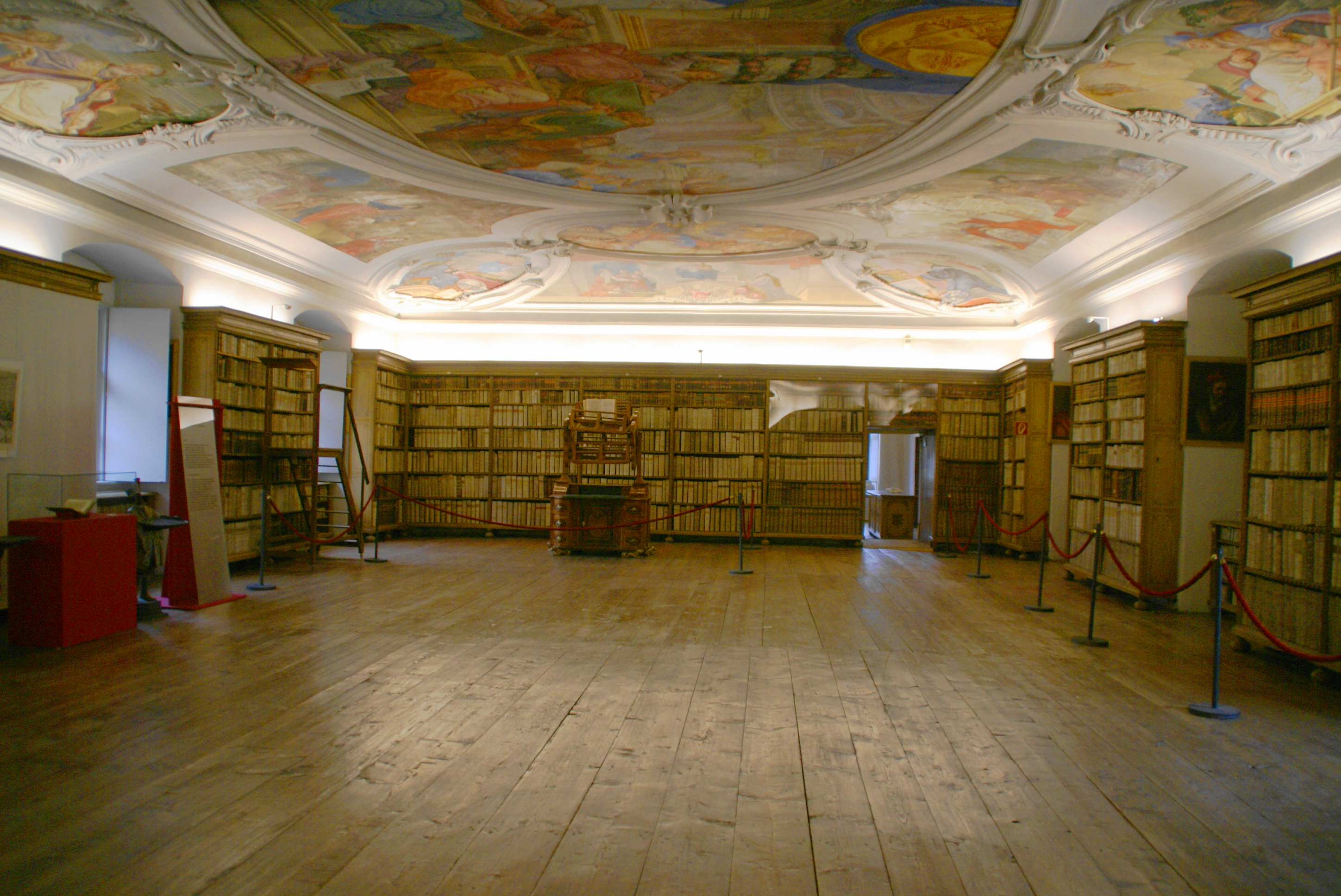
Stiftsbibliothek

Schon bald nach der Gründung des Klosters befand sich im Hause auch ein Skriptorium. Die 1699 barockisierte Stiftsbibliothek umfasst insgesamt etwa 60.000 historische Bände. Im Archiv dokumentieren 1000 Schuberbände, 700 Handschriften und andere Archivalien das klösterliche Leben vergangener Zeiten. Ein Leserad der Mönche aus dem Jahr 1730 befindet sich noch heute in der Bibliothek.
Nach dem Zweiten Weltkrieg gelangte eine große Anzahl an Fragmenten mittelalterlicher Handschriften aus der Stiftsbibliothek in den internationalen Handel. Die meisten davon befinden sich heute in der Beinecke Rare Book and Manuscript Library der Yale University in New Haven (Connecticut).

### Musikarchiv
Das Stift beherbergt ein umfangreiches Musikarchiv, vorwiegend aus dem 18. Jahrhundert. Nennenswerte Lambacher Barockkomponisten sind Beniamin Ludwig Ramhaufsky (um 1632–1694), dessen Schüler Johann Beer (1655–1700), P. Romanus Weichlein (1652–1706) und Joseph Balthasar Hochreither (1669–1731). Ihre Musik steht deutlich in der Tradition der großen Zeitgenossen Schmelzer, Biber und Muffat. Aber auch viele Komponisten aus dem Umkreis der Wiener Klassik finden sich im Bestand. Wolfgang Amadeus Mozart und Michael Haydn pflegten zeit ihres Lebens freundschaftliche Beziehungen zum Kloster Lambach. Eine der bedeutendsten Handschriften im Archiv ist sicher Mozarts so genannte Lambacher Sinfonie (KV45a). Er hat sie wahrscheinlich in Den Haag komponiert und in einer überarbeiteten Fassung im Jänner 1769 dem Lambacher Abt Amandus Schickmayr gewidmet. Auf dem Titelblatt findet sich die Aufschrift „Sinfonia … del Sig:re Wolfgango Mozart. Dono Authoris [als Geschenk des Autors]. 4ta Jan:769“. Einst befand sich im Kloster auch ein reicher Bestand an Musikinstrumenten, von denen aber nur wenige erhalten geblieben sind.

### Stiftsausstellung
Die Dauerausstellung des Klosters umfasst eine große Sammlung historischer und sakraler Gegenstände, Gemälde, Fresken, Handschriften, Skulpturen und den berühmten Adalberokelch aus der Zeit um 1200, ebenso ein Krummstab aus 1480. Barocke Sandsteinzwerge von Johann Baptist Wanscher (1711) befinden sich im Konventgarten.

### Weitere Besonderheiten
- Hauptportal von Jakob Auer (Landeck/Tirol) 1692 als Pracht- oder Ehrenpforte ausgeführt
- Barockes Sommerrefektorium von Baumeister Carlo Antonio Carlone (1706–1708), diverse Fresken später (um 1740) von Wolfgang Andreas Heindl (Wels); heute Festsaal für Konzerte und Tagungen, dient heute teilweise seinem ursprünglichen Zweck.
- Prachtvolles Ambulatorium von Diego Francesco Carlone
- reichhaltige Grafiksammlung
- Ehemalige Stiftstaverne am Marktplatz (heute Apotheke) mit schöner Barockfassade

## Persönlichkeiten

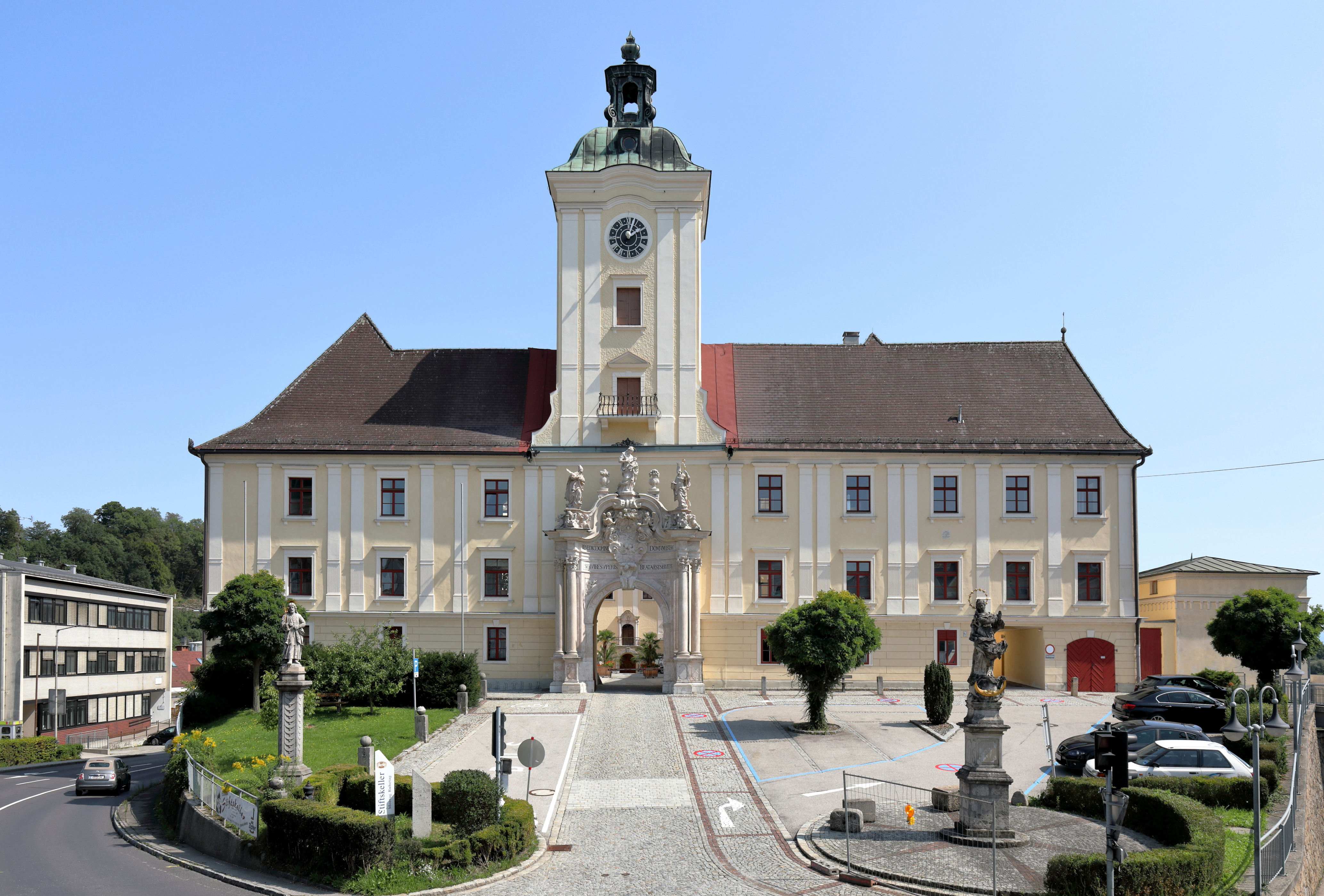
Westflügel mit Torturm und Hauptportal

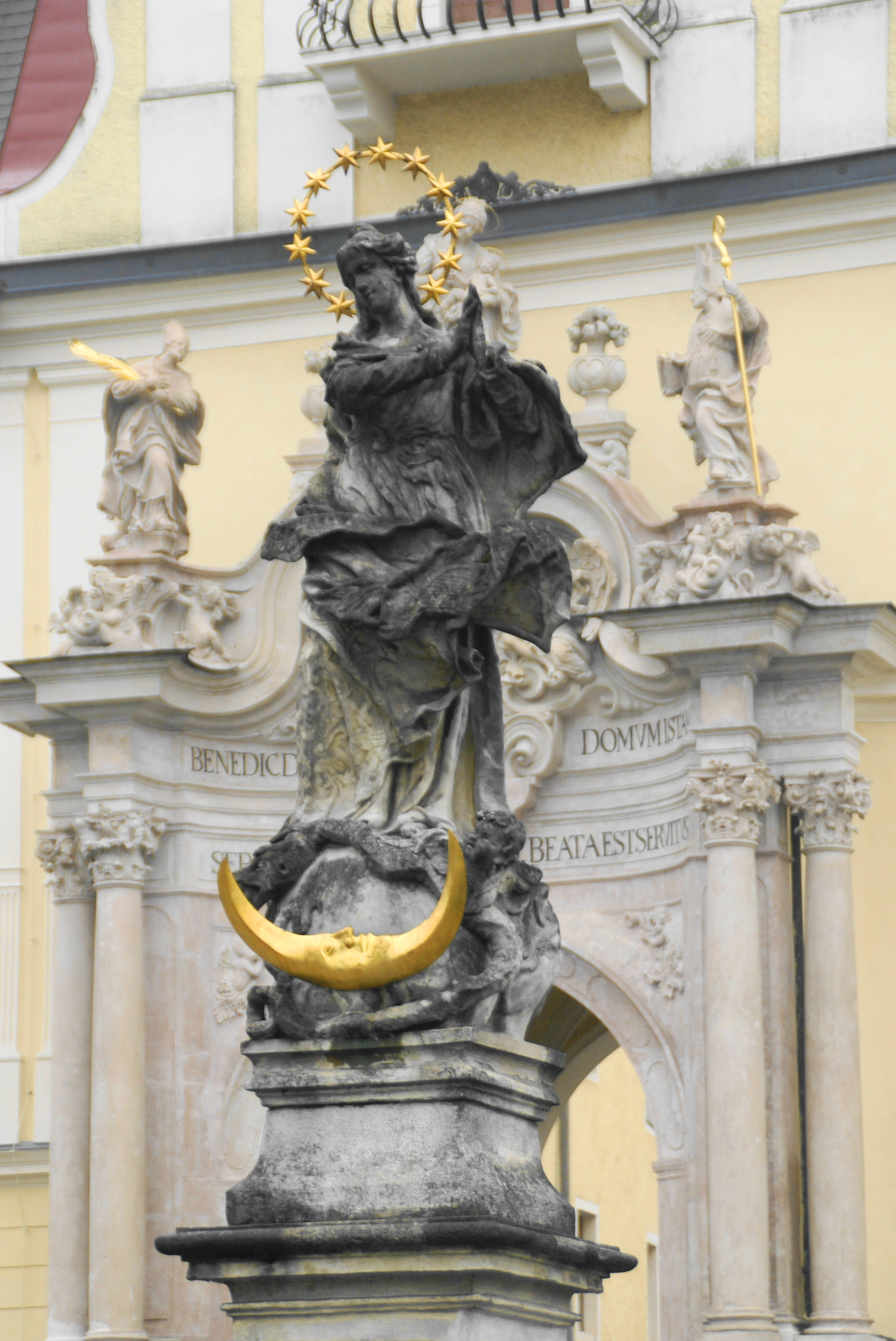
Marienstatue

### Äbte
- Eccenbertus (Seliger Egbert von Münsterschwarzach), 1056–1080, wurde von Bischof Adalbero von Würzburg eingesetzt,[1] 1080 resigniert
- Beccemanus († 1100), 1080–1100
- Sigebaldus († 20. März 1116), 1100–1116
- Rapoto: Schisma Rapoto und Bero
- Bero 1116–1120 (abgesetzt), war zuvor 1106–1116 Abt von Kloster Schlüchtern[11]
- Helembert († 6. Februar 1128), 1124–1128
- Wigard († 11. Oktober 1158), 1128–1158
- Bernhard († 27. Oktober 1171), 1153–1171
- Babo († 17. Februar 1195), 1171–1190
- Schwarzmanus († 28. April 1194), 1190–1194
- Wesigrinus, 1194–1208
- Alramus († 21. April 1214), 1208–1214
- Otto († 22. Oktober 1242), 1214–1242
- Bernhard II. († 1. Oktober 1264), 1242–1264
- Heinrich († 16. März 1286), 1264–1286
- Conrad († 15. Jänner 1291), 1286–1291
- Christian († 26. Jänner 1306), 1291–1306
- Sigmar († 5. Juli 1325), 1306–1325
- Griffto († 20. September 1335), 1325–1335
- Johannes († 16. Mai 1346), 1335–1346
- Conrad II. († 5. August 1354), 1346–1354
- Ulrich († 18. Oktober 1360), 1354–1360
- Johann II. († 5. Jänner 1367), 1360–1367
- Ulrich II. († 27. Juni 1396), 1367–1396
- Simon Thalheimer († 27. September 1407), 1396–1407
- Erasmus († 17. Mai 1413), 1407–1413
- Jacob († 25. Juni 1423), 1413–1423
- Johann III., Edler von Dachsberg († 22. März 1436), 1422–1436
- Thomas Messerer von Retz († 3. Jänner 1474), 1436–1474
- Johannes IV. Swerzwadel (oder Schuertzvädl) († 24. Mai 1504), 1474–1504
- Wolfgang des Horeo († 24. Dezember 1507), 1504–1507
- Paul von Reckendorff († 6. Mai 1514 oder 6. Februar 1514), 1507–1514
- Michael Leroch († 28. November 1534), 1514–1534
- Ludwig Goldkofer († 28. März 1554), 1534–1554
- Johannes V. Sprangler († 1556), 1554–1556
- Johannes VI. Peugholzer (oder Piechholfer), 1556–1560
- Johannes VII. (oder Hieronymus) Zagler 1560–1568
- Erhard Voit († 1588 in Linz), 1568–1571, ab 1571 Abt von Kremsmünster
- Wolfgang II. Kammerschreiber († 25. Jänner 1585), 1571–1585
- Burkard Furtenbacher († 19. August 1599), 1585–1599
- Johannes VIII. Bimmel († 25. Jänner 1638), 1600–1634, 1634 resigniert
- Philipp Nagl († 15. März 1640), 1634–1640
- Placidus Hieber († 12. September 1678), 1640–1678
- Severin Blaß († 2. Jänner 1705), 1678–1705
- Maximilian Pagl († 23. Februar 1725), 1705–1725
- Gotthard (Johann) Haslinger († 31. Juli 1735), 1725–1735
- Johannes IX. Seiz, 1735–1739
- Florentin Müller, 1739–1746
- Amandus Schickmayr († 23. Februar 1794), 1746–1794
- Julian Rizzi (Ricci) († 16. Juni 1812), 1794–1812
- Maurus Stützinger († 7. August 1842), 1812–1823, 1820 abgesetzt, Zwangsverwaltung 1820–1823
- Administration 1824–1859
- Theoderich Hagn († 29. August 1872), 1858–1872
- Johann Lasser von Zollheim († 25. Dezember 1889), 1873–1889
- Cölestin Baumgartner († 30. April 1934), 1890–1929
  - Jakob Reimer († 7. Oktober 1958), Professe aus Seitenstetten, 1929–1932 Koadjutor
  - Lambert Zauner († 3. August 1950), Professe aus Kremsmünster, 1932–1934 Koadjutor
  - 1941–1945 Stift aufgehoben
- Lambert Zauner[12] aus Kremsmünster († 3. August 1950), 1934–1946
  - Jakob Reimer[13] (Salzburg) († 7. Oktober 1958), 1946/47 Administrator
- Petrus Trefflinger († 7. Februar 1966), 1947–1952
- Benedikt Oberndorfer, 1956–1964 (1952–1956 als Administrator)
  - Wilhelm Zedinek (Göttweig) als Abt-Administrator († 23. November 1971), 1964–1968
- 57. Albert Siebenhüter aus Schweiklberg († 28. Dezember 1995), 1972–1986 (1968–1972 als Administrator)
- 58. Gotthard Schafelner, 1986–2008
- 59. Maximilian Neulinger, seit 2008

### Bekannte Mönche
- Romanus Weichlein (1652–1706), Komponist
- Benedict Oberhauser (1719–1786), Kirchenrechtler und Hochschullehrer
- Maurus Lindemayr (1723–1783), Mundartdichter
- Koloman Fellner (1750–1818), Kupferstecher und Lithograph, Gründer der Stiftssammlung von Lambach[14]

## Schulen
- Realgymnasium des Schulvereines am Benediktinerstift Lambach
- Handelsakademie Lambach des Schulvereines am Benediktinerstift Lambach

## Veranstaltungen
- Im Stift Lambach findet alljährlich die zweitägige Fachtagung Weltkirche statt. Veranstalter sind die Vereinigung der Frauenorden Österreichs, die Superiorenkonferenz der männlichen Ordensgemeinschaften Österreichs, die MIVA und die Koordinierungsstelle der Österreichischen Bischofskonferenz für internationale Entwicklung und Mission (KOO).[15]
- Im Stift Lambach wurde von 2007 bis 2016 das Gesamtwerk Ludwig van Beethovens aufgeführt (ProDiagonal).

## Fotogalerie

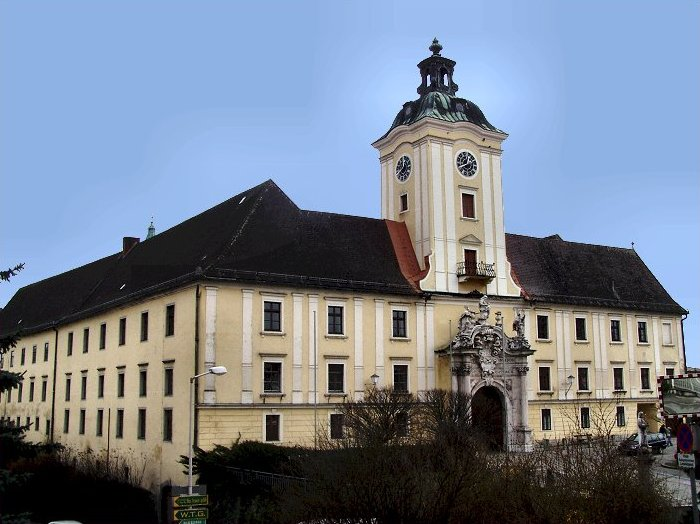
Gebäudefront mit Eingangsportal
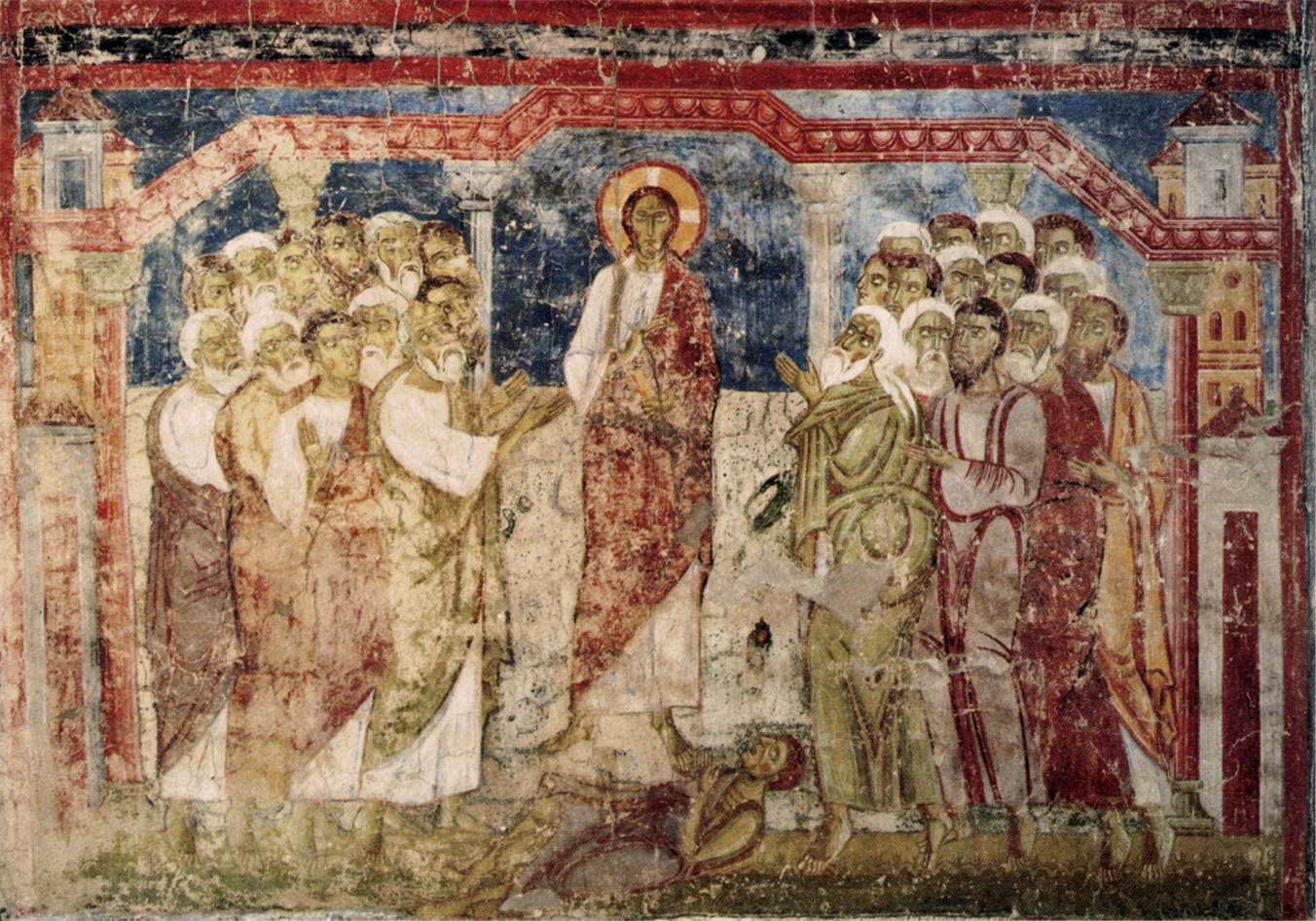
Christus heilt einen Besessenen. Fresko im ehemaligen Läuthaus (11. Jahrhundert)
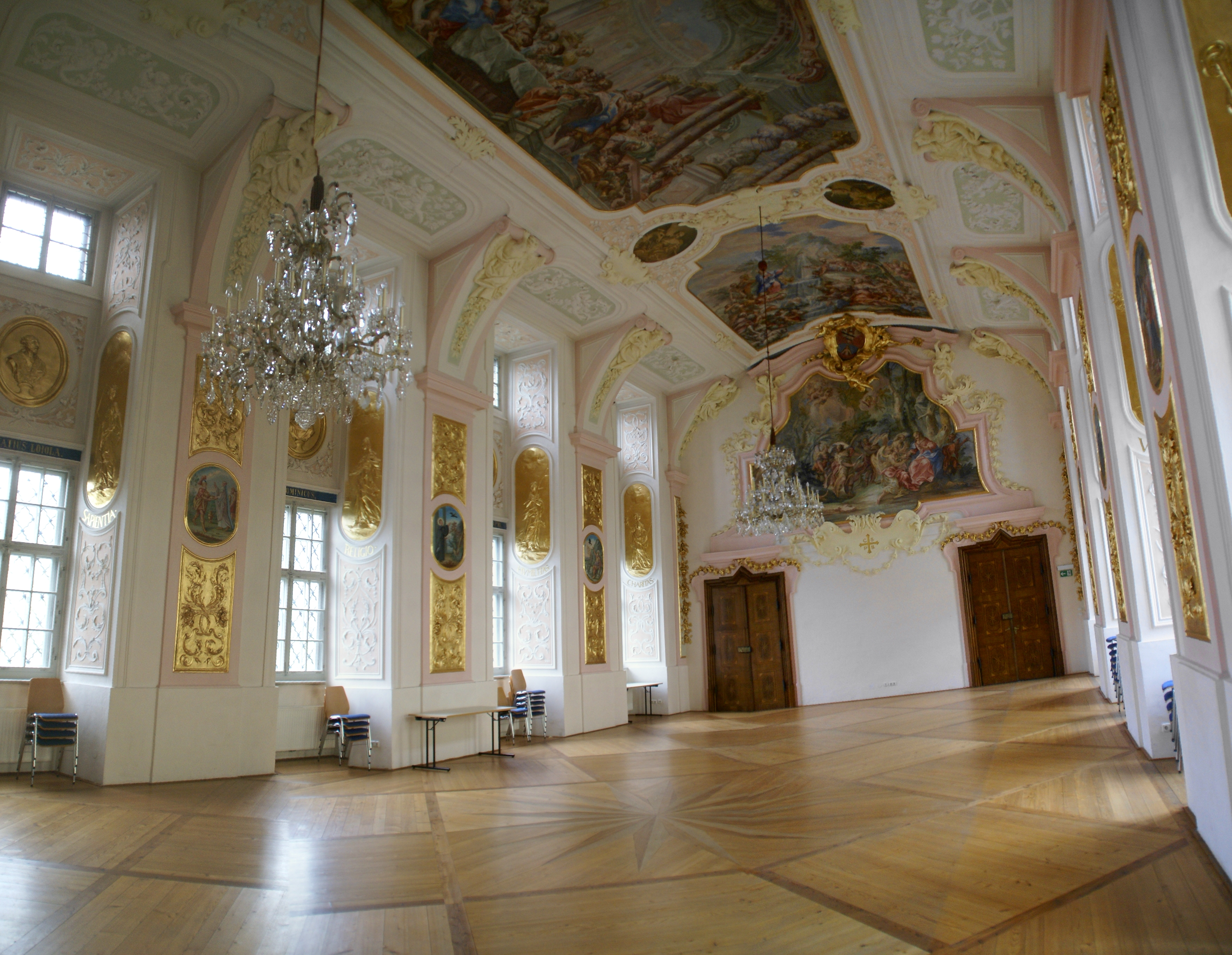
Festsaal
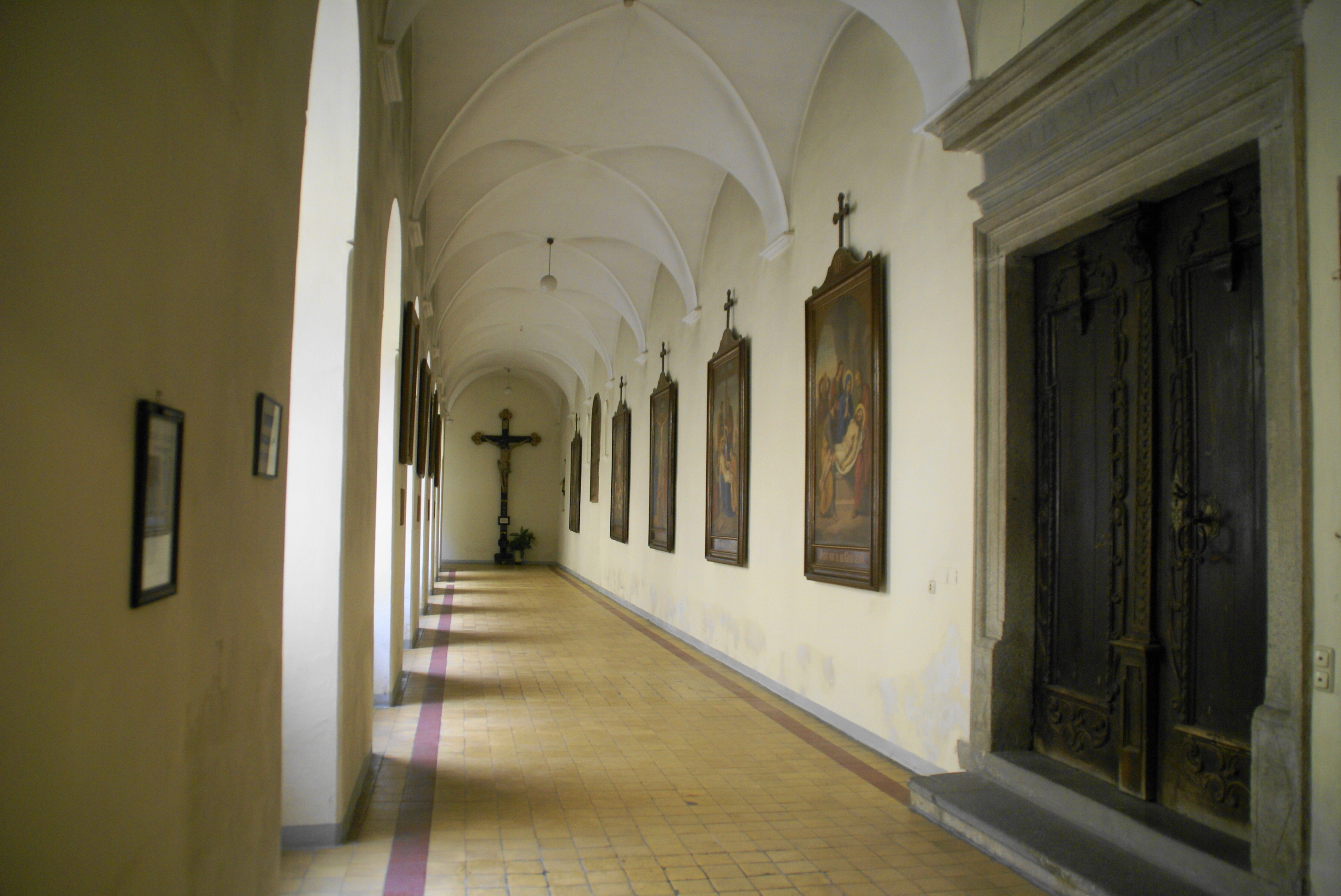
Im Kreuzgang
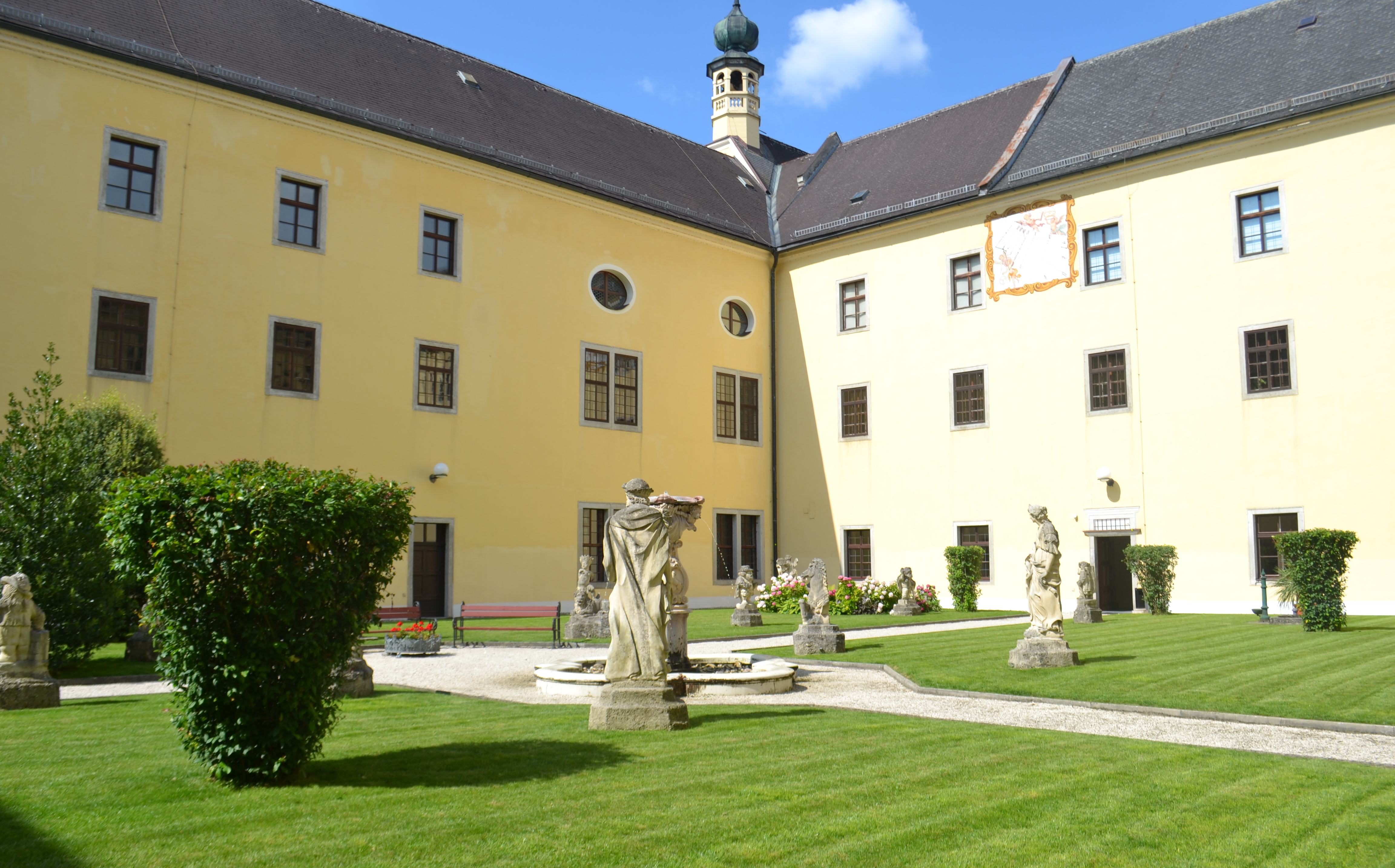
Garten mit Skulpturen und Sonnenuhr

## Betriebe des Klosters
- Forst: Die Forstwirtschaft des Klosters umfasst ein Flächenausmaß von ca. 580 Hektar in den Gemeinden rund um Lambach. Hier wird Waldhackgut für die Biomasse-Nahwärmeanlage und Ofenholz erwirtschaftet. Seit 1985 ist das Stift um die Begründung stabiler, edellaubholzreicher Mischwälder bemüht. Für die vorbildliche Bewirtschaftung dieses Forstes wurde dem Forstbetrieb der Österreichische Staatspreis für beispielhafte Waldwirtschaft 2005 verliehen.
- Fischerei & Wasserwirtschaft: Seit ca. 1000 Jahren bewirtschaften die Benediktinermönche von Lambach rund 24 km Flussstrecken der Traun, Alm und Ager. Ebenso Werkskanäle, mehrere Bäche, Umgehungsgerinnen und Teichanlagen. Eine kleine Fischzucht wird im barocken, denkmalgeschützten Fischkalter betrieben.
- Gastronomie (Stiftskeller)
- Weitere Nebenbetriebe im Stift zum Erhalt des Klosters und der Hauptbetriebe